# Bo Högberg
Bo Reine "Bosse" Högberg, född 18 december 1938 i Mollösund, Bohuslän, död 8 november 2005 i Mölndal, var en svensk boxare. Han var 1966 Europamästare i lätt mellanvikt.

## Biografi

### Uppväxt och karriär
Högberg, som sex år gammal kom med sin familj till Majorna i Göteborg, blev 1956 – redan som 17-åring – svensk mästare i lättvikt. Han inledde sin proffskarriär 15 april 1962 på Johanneshovs Isstadion där han segrade över Chris Kok.
På nyårsdagen 1966 blev Högberg Europamästare i lätt mellanvikt då han besegrade italienaren Bruno Visintin, men redan 11 februari samma år förlorade han titeln till fransmannen Yoland Lévèque som slog av Högbergs käke redan i första ronden. Trots skadan fortsatte de att boxas ytterligare 14 ronder. Högberg avslutade i praktiken sin boxningskarriär 1968, med två förlustmatcher på Mallorca 1973.
I ringen gjorde sig Bosse Högberg känd som en viljestark slugger. År 1966 förlorade han en stenhård match mot italienaren Sandro Mazzinghi, rankad tvåa i världen. År 1968 förlorade han också mot engelske Harold Richardson och bestämde sig därefter för att lägga av. Kort därefter dömdes han till åtta månaders fängelse.
Under sin karriär som proffsboxare (1962–1973) gick Bosse Högberg 43 matcher varav 35 vunna (25 på knock out), en oavgjord och sex förlorade. Som amatör tog Högberg två SM och deltog i sju landskamper.
Högberg drabbades av afasi efter en stroke 1988. Han är begravd på Fässbergs kyrkogård.

### Privatliv
Bosse Högberg var från 1960 gift med Birgit Johansson och paret hade en son, Freddie, som dog i en bilolycka vid 28 års ålder. Högberg var 1966–1970 gift med sångerskan Anita Lindblom. Med Liz Öberg var han gift 1976–1984 samt från 1989 till sin bortgång, och med henne har han dottern Louise.

## I bok och på film
Kontringen heter en dokumentärroman om Högberg. Den är skriven av Lars Hesslind och utkom 1979 på Författarförlaget. Även en dokumentärfilm gjordes om Högbergs liv: Bosse Högberg – en film om kärlek, sjukdom och feta smällar. Den producerades 2000 av Tom Alandh och sändes första gången på SVT2, 5 oktober 2000. Bosse Högberg själv medverkade även i filmen Lyftet, från 1978, där han spelar knarklangaren "Roten" Sandgren inne på fängelset.
Bosse Högberg och Anita Lindblom nämns i Joakim Thåströms låt "Ungefär så här".